# کیرلولگاما
کیرلولگاما (به لاتین: Kirlulgama) یک منطقهٔ مسکونی در سری‌لانکا است که در استان مرکزی (سری‌لانکا) واقع شده‌است.